# Prins Gustav (1887-1944)
 Der er flere personer med dette navn, se Prins Gustav.
Prins Gustav til Danmark (Christian Frederik Vilhelm Valdemar Gustav, 4. marts 1887 – 5. oktober 1944) var prins til Danmark, søn af kong Frederik 8. og dronning Louise. 

## Biografi
Prins Gustav blev født den 4. marts 1887 på sine forældres sommerresidens Charlottenlund Slot nord for København i sin bedstefar Kong Christian 9.'s regeringstid. Han var det syvende af otte børn og den fjerde og yngste søn af Kronprins Frederik (den senere Frederik 8.) og Kronprinsesse Louise af Danmark (den senere Dronning Louise). Hans far var den ældste søn af Kong Christian 9. og Dronning Louise af Danmark, mens hans mor var den eneste datter af Kong Karl 15. og Dronning Louise af Sverige og Norge. Han blev døbt med navnene Christian Frederik Vilhelm Valdemar Gustav og var kendt som Prins Gustav.
Prins Gustav voksede op med sine søskende i forældrenes residenspalæ, Frederik VIII's Palæ på Amalienborg i København, og i familiens sommerresidens Charlottenlund Slot nord for København. Kronprinsparrets børn blev opdraget af deres mor, hvad der var usædvanligt for tiden, hvor opdragelsen af kongelige børn som regel blev varetaget af guvernanter. Under deres mors opsyn modtog kronprinsparrets børn en forholdsvis streng kristent domineret opdragelse, som lagde vægt på nøjsomhed, pligtopfyldelse, regelmæssighed, flid og orden.
Som barn led Prins Gustav af en sygdom, der gjorde ham svært overvægtig. Han gjorde ikke desto mindre karriere i militæret, men trak sig hurtigt tilbage. Han gjorde tjeneste ved den Kongelige Livgarde og blev i 1915 kaptajn à la suite. I 1934 blev han ærespræsident for de Danske Garderforeningers Fællesrepræsentation.
Den 2. februar 1935 stod han i den russisk-ortodokse kirke i København, hans kusine Hendes Kejserlige Højhed storfyrstinde Olga Alexandrovna af Rusland og hendes ægtefælle oberst Nikolaj Kulikovsky fadder til premierløjtnant i den Kongelige Livgarde Christian Frederik von Schalburgs søn Aleksander.[kilde mangler] 
Gustavs moder overlod ham Egelund Slot, som hun havde bygget 1915-1917, og det blev hans faste bolig.
Prins Gustav var ugift og barnløs, og han tilbragte en stor del af sit liv sammen med sin ugifte søster, Prinsesse Thyra (1880-1945). Sammen besøgte de ofte deres broder, Haakon 7. af Norge, efter at han var blevet valgt til konge af Norge.
Prins Gustav døde på Egelund Slot i 1944.

## Titler, prædikater og æresbevisninger

### Titler og prædikater fra fødsel til død
- 4. marts 1887 – 5. oktober 1944: Hans Kongelige Højhed Prins Gustav til Danmark

### Æresbevisninger

#### Danske dekorationer
- Danmark: Ridder af Elefantordenen (R.E.)  (1905)

#### Udenlandske dekorationer
- Sverige: Ridder af Serafimerordenen (S.Sph.)  (1906)

## Anetavle
Se Christian 10.s anetavle